# Estación de Saint-Lazare (Metro de París)
La estación de Saint-Lazare (en francés: Saint-Lazare) es una estación del Metro de París. Se encuentra en el límite de los distritos ocho y nueve. Pertenece a las líneas 3, 12, 13  y 14, siendo uno de los terminales de esta última línea. Además, un largo pasillo permite acceder a la estación de Saint-Augustin enlazando así con la línea 9. Ofrece conexiones con las líneas E, J y L de la red de cercanías y con la estación de tren de Paris Saint-Lazare.
En 2008, era la segunda estación con mayor número de viajeros de la red con cerca de 39 millones de usuarios.

## Historia
La estación se abrió al tráfico el 14 de octubre de 1904 con la apertura de la línea 3. Casi seis años después, el 5 de noviembre de 1910 se inauguró la estación de la línea A. Esta línea, construida por la empresa privada ferrocarril eléctrico subterráneo Norte Sur, generalmente llamada Norte Sur (Nord-Sud), es la actual línea 12. El 26 de febrero de 1911, esta mismo empresa puso en funcionamiento la estación de la línea B, que más tarde se denominaría línea 13. Mucho más recientemente, el 16 de diciembre de 2003, se construyó la estación de la línea 14 y el pasillo que enlaza con la línea 9 a través de la estación de Saint-Augustin.

## Descripción
En uno de los accesos internos a la estación se encuentra la rotonde, una estructura circular de columnas con capiteles que construyó la compañía Nord-Sud. 

### Estación de la línea 3

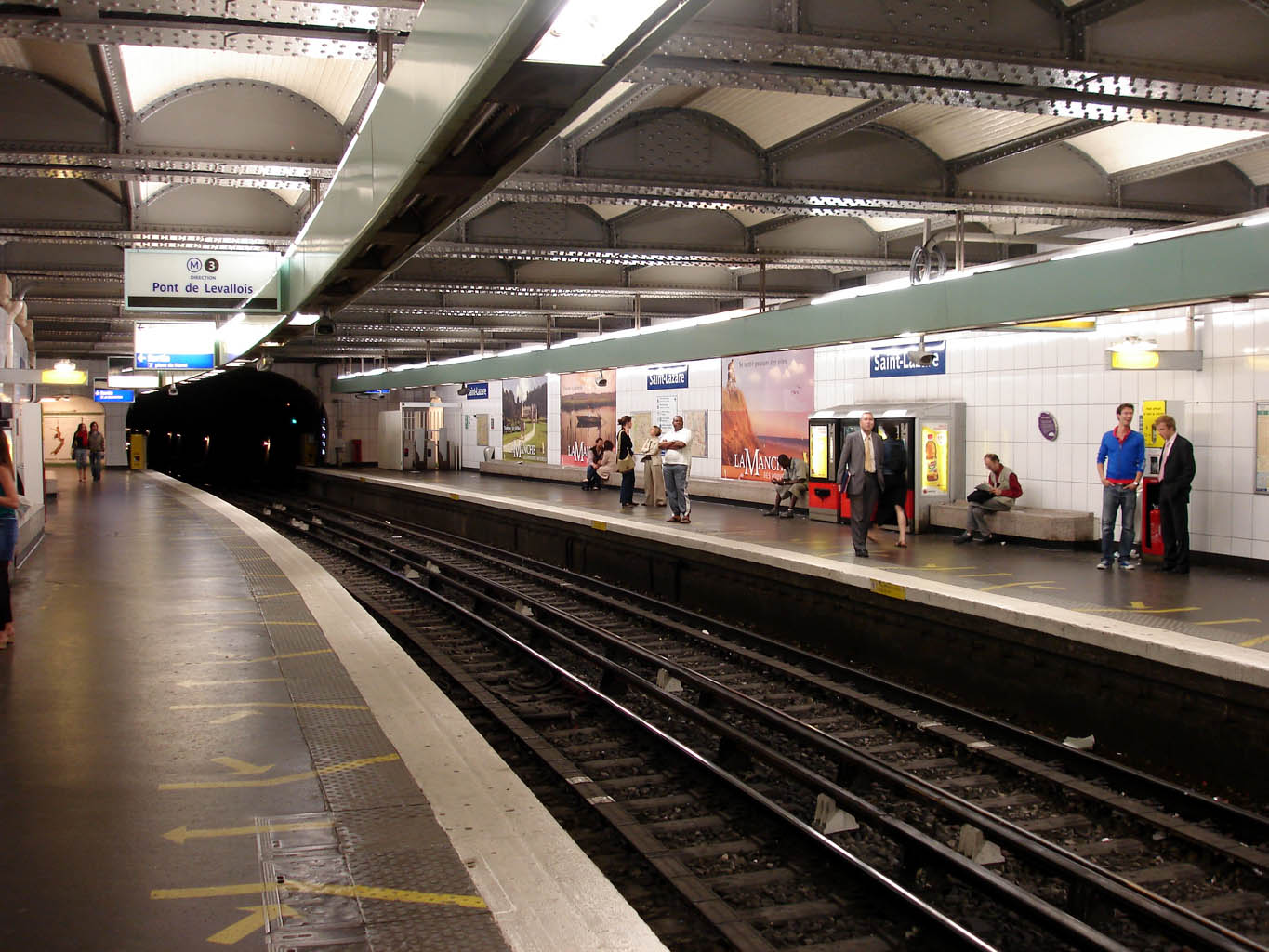
La estación de la línea 3.

Se compone de dos andenes laterales ligeramente curvados de 75 metros de longitud y de dos vías.
Es una de las cuatro estaciones de la línea que cuenta con techo metálico formado por tramos semicirculares que sostienen numerosas vigas de acero. La ausencia de bóveda se debe a la escasa profundidad a la que se encuentra la estación. Sus paredes verticales están revestidas de azulejos blancos de un tamaño superior al habitualmente usado en el metro parisino. 
La iluminación es de estilo Motte y se realiza con lámparas resguardadas en estructuras rectangulares de color verde claro que sobrevuelan la totalidad de los andenes no muy lejos de las vías. La señalización por su parte usa la moderna tipografía Parisine donde el nombre de la estación aparece en letras blancas sobre un panel metálico de color azul. Por último, la estación carece de asientos convencionales siendo estos sustituidos por un largo banco de piedra. 
En el suelo dispone de marcas amarillas para facilitar el flujo de viajeros a los trenes. 

### Estación de la línea 12
Se compone de dos andenes laterales de 75 metros de longitud y de dos vías.
Está diseñada en bóveda elíptica revestida completamente de los clásicos azulejos blancos biselados del metro parisino con la única excepción del zócalo que es de color verde, el mismo color que rodea los paneles publicitarios.
Su iluminación ha sido renovada en 2005, como el resto de la estación, empleando el modelo vagues (olas) con estructuras casi adheridas a la bóveda que sobrevuelan ambos andenes proyectando la luz en varias direcciones.
La señalización por su parte usa la moderna tipografía Parisine donde el nombre de la estación aparece en letras blancas sobre un panel metálico de color azul. Por último, los asientos de la estación son blancos, individualizados y de tipo Motte.

### Estación de la línea 13

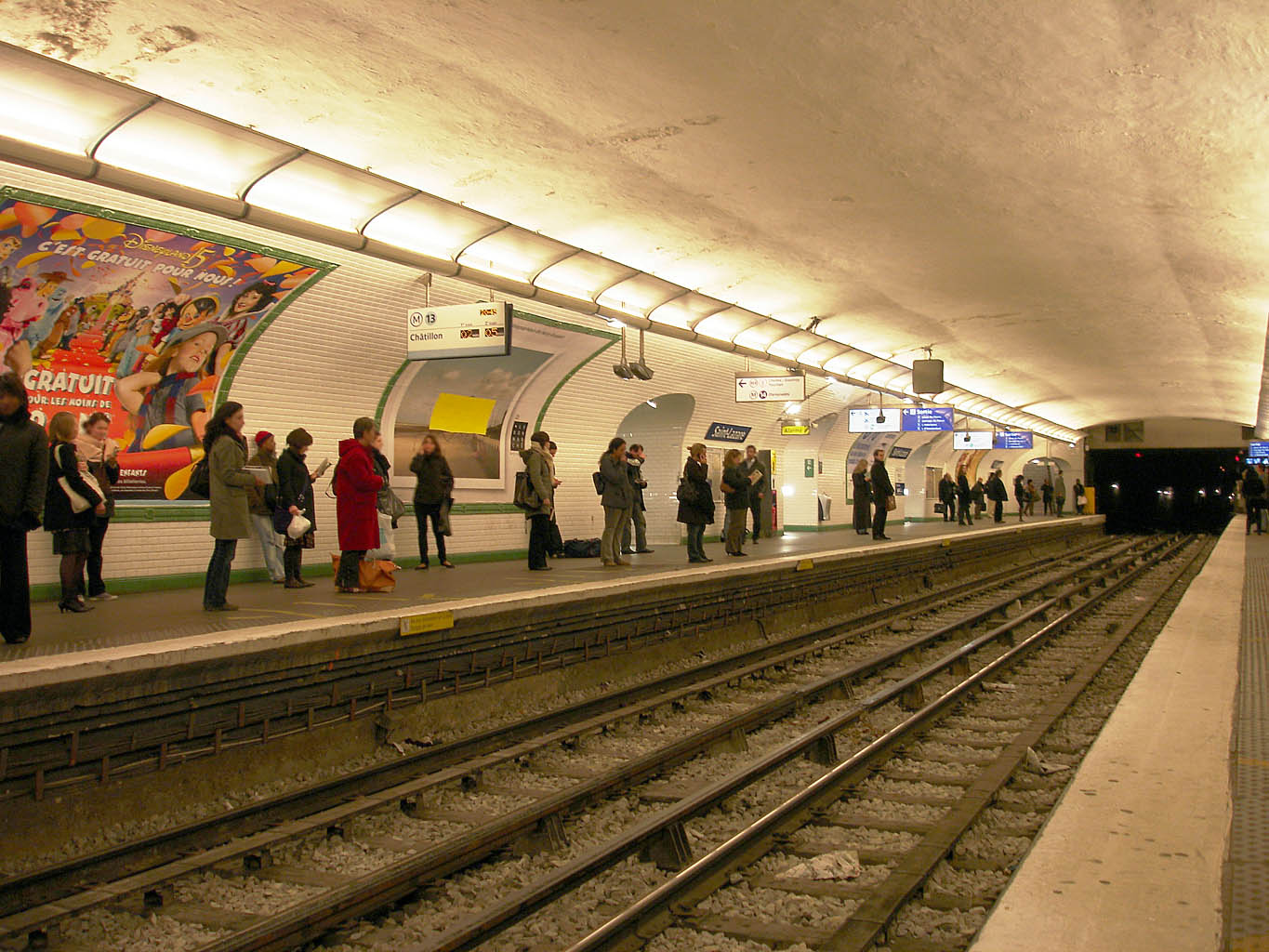
La estación de la línea 13.

Se compone de dos andenes laterales de 75 metros de longitud y de dos vías.
Es casi idéntica a la estación de la línea 12, de hecho como, ella fue renovada en el 2005. Sin embargo, y a diferencia de esta última, los azulejos blancos biselados que recubren la estación han desaparecido de la parte central de la bóveda elíptica que únicamente aparece pintada. Curiosamente, esta estación no posee ningún tipo de asientos, algo que sólo sucede también en la estación de Créteil - Préfecture.
Dispone de puertas de andén y de marcas amarillas en el suelo para facilitar el flujo de viajeros a los trenes. 

### Estación de la línea 14
Se compone de dos andenes laterales de 90 metros de longitud y de dos vías. En realidad, sus andenes, como todos los de la línea 14, son de 120 metros de longitud, sin embargo parte de los mismos están pendientes de ser acondicionados.
Sigue el diseño moderno, amplio y luminoso de todas las estaciones de esta línea de reciente construcción. Posee puertas de andén. La bóveda, de piedra, mantiene un diseño elíptico.

## Accesos

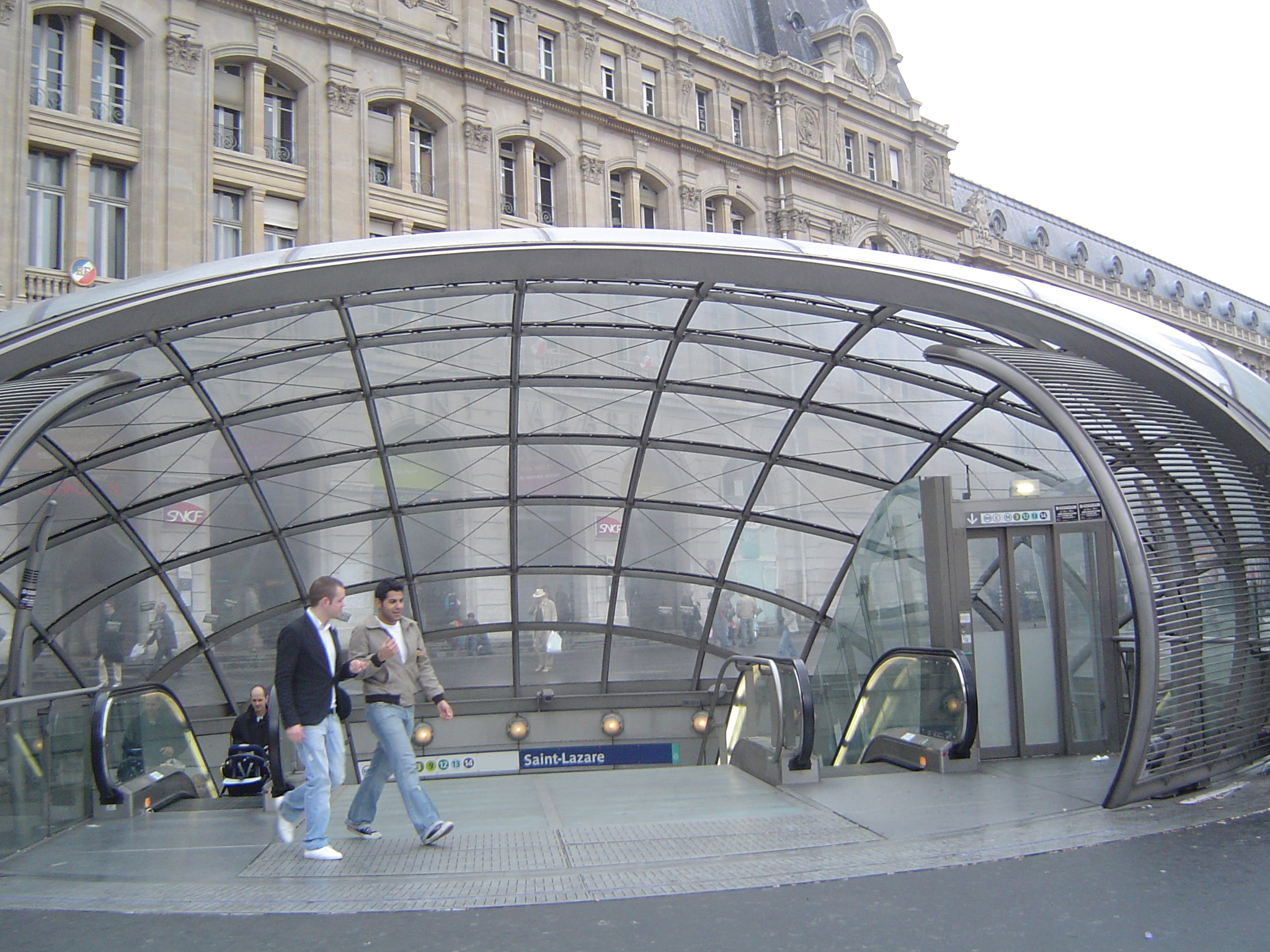
"La lentille", acceso a la altura de Cour de Rome frente a la estación de tren.

Los accesos a la estación son numerosos. Uno de ellos, el situado en Cour de Rome, es conocido bajo el nombre de "la lentille", es de cristal y fue realizado por Jean-Marie Charpentier.
- Acceso 1: a la altura de Cour de Rome
- Acceso 2: a la altura de la plaza du Havre
- Acceso 3: a la altura del pasaje du Havre
- Acceso 4: a la altura de la galería des Marchands
- Acceso 5: a la altura de la calle Intérieure
- Acceso 6: a la altura de la plaza Gabriel Péri
- Acceso 7: a la altura de la calle de la Arcade
- Acceso 8: a la altura de la calle de Ámsterdam
- Acceso 9: a la altura de Cour du Havre
- Acceso 10: a la altura de la calle Caumartin
- Acceso 11: a la altura de la calle Saint-Lazare
- Acceso 12: a la altura de la calle Saint-Augustin
- Acceso 13: a través de la estación de RER Haussmann - Saint-Lazare